# Charles de Mazade

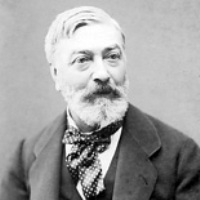
Charles de Mazade

Louis Charles Jean Robert de Mazade–Percin (* 19. März 1820 in Castelsarrasin, Département Tarn-et-Garonne; † 19. April 1893 in Paris) war ein französischer Dichter, Journalist und Schriftsteller, der 1882 Mitglied der Académie française wurde.

## Leben
De Mazade veröffentlichte 1841 seinen Gedichtband Odes und wurde später Journalist bei Revue de Paris sowie politischer Redakteur bei der heute noch existierenden Zeitschrift Revue des Deux Mondes.
Als Schriftsteller verfasste er zahlreiche zeitgenössische Länderdarstellungen über Frankreich, Italien, Polen und Spanien, aber auch biografische Darstellung über Persönlichkeiten wie Alphonse de Lamartine, Camillo Benso von Cavour, Adolphe Thiers sowie Klemens Wenzel Lothar von Metternich.
Im Dezember 1882 wurde er als Nachfolger von François-Joseph de Champagny Mitglied der Académie française und nahm dort bis zu seinem Tod den vierten Sessel (Fauteuil 4) ein. Nach seinem Tod folgte ihm der spanischstämmige Schriftsteller José-Maria de Heredia als Mitglied der Akademie.

## Veröffentlichungen
- Odes, 1841
- L'Espagne moderne, 1855
- L'Italie moderne, récit des guerres et des révolutions italiennes, 1860
- La Pologne contemporaine, 1863
- L'Italie[1] et les Italiens, 1864
- Deux femmes de la révolution, 1866
- Les révolutions de l'Espagne contemporaine, 1868
- Lamartine, sa vie littéraire et politique, 1872
- La guerre de France, 2 vol. Portraits d'histoire morale et politique du temps, 1875
- Le comte de Cavour, 1877
- Le comte de Serres. À travers l'Italie, 1879
- M. Thiers; cinquante années d’histoire contemporaine,[2]1884
- Un chancelier d'ancien régime : le règne diplomatique de M. de Metternich, 1889